# Centralne Laboratorium Elektroniki
Centralne Laboratorium Elektroniki – laboratorium utworzone w roku 1955 z inicjatywy prof. Wiesława Barwicza na bazie biura konstrukcyjnego Zakładów Wytwórczych Lamp Elektrycznych (ZWLE) w Warszawie. W 1956 r. przekształcone w Przemysłowy Instytut Elektroniki.